# Hulareds församling
Hulareds församling var en församling i Göteborgs stift och i Tranemo kommun. Församlingen uppgick 2010 i Dalstorps församling.

## Administrativ historik
Församlingen har medeltida ursprung och var till 2010 annexförsamling i pastoratet Dalstorp, Hulared, Nittorp, Ölsremma och Ljungsarp. Församlingen uppgick 2010 i Dalstorps församling.

## Kyrkor
- Hulareds kyrka